# Penicillidia
Penicillidia är ett släkte av tvåvingar. Enligt Catalogue of Life ingår Penicillidia i familjen lusflugor, men enligt Dyntaxa är tillhörigheten istället familjen fladdermusflugor.

## Arter inomPenicillidia[1][2]
- Penicillidia actedona
- Penicillidia acuminata
- Penicillidia allisoni
- Penicillidia buxtoni
- Penicillidia conspicua
- Penicillidia decipiens
- Penicillidia dufourii
- Penicillidia fulvida
- Penicillidia godivae
- Penicillidia heinrichi
- Penicillidia indica
- Penicillidia jenynsii
- Penicillidia leptothrinax
- Penicillidia miriamae
- Penicillidia monoceros
- Penicillidia nudipleura
- Penicillidia oceanica
- Penicillidia oligacantha
- Penicillidia pachymela
- Penicillidia principis
- Penicillidia senegalensis
- Penicillidia setosala
- Penicillidia spinifera
- Penicillidia sulawesii
- Penicillidia sumatrensis
- Penicillidia tainani
- Penicillidia tectisentis
- Penicillidia vandeuseni